# Verna Harrah
Verna Rae Harrah, , nata Harrison (Nampa, 25 luglio 1944 – San Diego, 29 giugno 2012), è stata una produttrice cinematografica statunitense.
Era la vedova di Bill Harrah, il magnate degli hotel e dei casinò.

## Filmografia

### Cinema
- Anaconda, regia di Luis Llosa (1997)
- American Party - Due gambe da sballo (Who's Your Daddy?), regia di Andy Fickman (2002)
- Vacuums, regia di Luke Cresswell e Steve McNicholas (2003)
- Anaconda: alla ricerca dell'orchidea maledetta (Anacondas: The Hunt for the Blood Orchid), regia di Dwight H. Little (2004)
- The Canyon, regia di Richard Harrah (2009)

### Televisione
- American Masters - serie TV, episodio 16x5 (2001)